# Nebbiuno
Nebbiuno är en ort och kommun i provinsen Novara i regionen Piemonte i Italien. Kommunen hade 1 809 invånare (2018).